# Gustavo Sondermann
Gustavo Sondermann (* 17. Februar 1982 in São Paulo; † 3. April 2011 ebenda) war ein brasilianischer Rennfahrer.

## Karriere
Sondermann begann seine Motorsportkarriere 1998 im Kartsport, in dem er bis 2001 aktiv war. 2002 wechselte er in den Formelsport und trat zwei Jahre in der brasilianischen Formel Renault an. Nach dem fünften Platz in seiner ersten Saison wurde er 2003 Dreizehnter. Außerdem trat er 2003 in der nordamerikanischen Formel Renault an, die er auf dem 16. Gesamtrang beendete. 2004 wechselte Sondermann nach Europa und startete eine halbe Saison in der britischen Formel Renault. Er beendete zwei Rennen unter den ersten drei und belegte am Saisonende den 14. Platz in der Fahrerwertung. Anschließend trat er in der Winterserie der US-amerikanischen Formel Renault an und wurde Dritter in der Meisterschaft. 2005 fand Sondermann keinen Vertrag als Fahrer und absolvierte nur zwei Gaststarts für Comtec Racing im Formel Renault 2.0 Eurocup.
2006 kehrte Sondermann nach Brasilien zurück und wechselte in den Tourenwagensport. Er ging in der Stock Car Brasil Light an den Start und beendete seine erste Saison auf dem achten Platz in der Fahrerwertung. 2007 blieb Sondermann in der Stock Car Brasil Light. Er gewann ein Rennen, stand insgesamt viermal auf dem Podium und schloss die Saison auf dem dritten Platz ab. Überschattet wurde dieses Ergebnis vom tödlichen Unfall seines Teamkollegen Rafael Sperafico beim Saisonfinale in Interlagos.
2008 bestritt Sondermann seine dritte Saison in der Stock Car Brasil Light. Es gelang ihm nicht, an die guten Resultate des Vorjahres anzuknüpfen, und er belegte den 21. Gesamtrang. Darüber hinaus war er 2008 in der Pick Up Racing Brazil aktiv und gewann den Meistertitel dieser Serie. 2009 gewann Sondermann zwei Rennen der Stock Car Brasil Light und schloss die Saison auf dem vierten Platz in der Meisterschaft ab. 2010 trat er sowohl in der Stock Car Brasil als auch in der Stock Car Brasil Light an. Während er die Stock Car Brasil auf dem 31. Meisterschaftsplatz beendete, wurde er mit einem Sieg Elfter der Stock Car Brasil Light. Außerdem nahm er in dieser Saison an Rennen der brasilianischen Mini Challenge sowie der brasilianischen GT4-Meisterschaft teil.
2011 wollte Sondermann seine sechste Saison in der Stock Car Brasil Light bestreiten. Beim Saisonauftakt in Interlagos verstarb er allerdings nach einem Unfall in der Curva do Café. Im Regen drehte er sich und wurde von mehreren Fahrzeugen getroffen. Er wurde in ein Krankenhaus gebracht, wo sein Hirntod festgestellt wurde. Sondermann wurde 29 Jahre alt. Der Unfall ähnelte dem tödlichen Unfall Rafael Speraficos aus der Saison 2007. 

## Statistik

### Karrierestationen
| - 1998–2001: Kartsport - 2002: Brasilianische Formel Renault (Platz 5) - 2003: Brasilianische Formel Renault (Platz 13) - 2003: Nordamerikanische Formel Renault (Platz 16) - 2004: Britische Formel Renault (Platz 14) - 2004: US-amerikanische Formel Renault, Winterserie (Platz 3) | - 2005: Formel Renault 2.0 Eurocup - 2006: Stock Car Brasil Light (Platz 8) - 2007: Stock Car Brasil Light (Platz 3) - 2008: Stock Car Brasil Light (Platz 21) - 2008: Pick Up Racing Brazil (Meister) - 2009: Stock Car Brasil Light (Platz 4) | - 2010: Stock Car Brasil (Platz 31) - 2010: Stock Car Brasil Light (Platz 11) - 2010: Brasilianische GT4-Meisterschaft (Platz 9) - 2010: Brasilianische Mini Challenge (Platz 33) - 2011: Stock Car Brasil Light |